# Оцерклевич, Виктор Ярославович
Ви́ктор Яросла́вович Оцеркле́вич (укр. Віктор Ярославович Оцерклевич, позывной — Крепыш; 10 мая 1986, Болград — 6 апреля 2022, Новотошковское) — украинский военнослужащий, капитан, участник российско-украинской войны. Герой Украины (12 апреля 2022, посмертно).

## Биография
Родился 10 мая 1986 года в Болграде Одесской области.
После окончания школы трудоустроился в ООО «Стрелец» начальником очередной смены. В течение 2004—2010 годов проходил срочную службу. 10 ноября 2010 года устроился на шахту «Родина» ПАО «Криворожский железорудный комбинат», работал подземным учеником проходчика участка № 9. Через полгода он был переведён на должность проходчика участка № 3. Впоследствии работал по той же профессии.
В 2015—2016 годах принимал участие в войне на востоке Украины. В декабре 2016 года заключил контракт о прохождении военной службы в Вооружённых силах Украины. Служил в 54-й механизированной бригаде, командовал ротой.
Во время российского вторжения в Украину в 2022 году был капитаном, заместителем командира механизированного батальона 17-й танковой бригады. Они отражали атаки противника на 29-м блокпосте в районе пгт Новотошковского на Луганщине, недалеко от Золотого.
Погиб 6 апреля 2022 года в бою с российскими войсками. Российская артиллерия работала настолько интенсивно, что эвакуировать с поля боя тогда не удалось никого из раненых и погибших.
28 июня 2023 года в День Конституции Украины президент Украины Владимир Зеленский передал орден «Золотая Звезда» членам семьи погибшего Героя Украины.
Был братом Алексея Оцерклевича также участника российско-украинской войны. Осталась жена ольга и дочери: Виктория и Ирина.

## Награды
- Звание «Герой Украины» с удостоением ордена «Золотая Звезда» (12 апреля 2022, посмертно) — за личное мужество и героизм, проявленные в защите государственного суверенитета и территориальной целостности Украины, верность военной присяге[4].

## Память
- В начале сентября 2022 года, усилиями общественной организации ветеранов АТО-ООС Болградского района, на здании Болградского лицея № 3 была установлена и торжественно открыта памятная доска, посвященная Герою Украины капитану Виктору Оцерклевичу, заместителю командира механизированного батальона[5].

- 28 октября 2022 года в городе Кривой Рог на Днепропетровщине была переименована улица Курчатова в честь Виктора Оцерклевича[6].